# پوتون
latitudeپوتونlongitudeپوتون
پوتون (به انگلیسی: Potton) یک منطقهٔ مسکونی در انگلستان است که در شرق انگلستان واقع شده‌است.

## خصوصیات
پوتون ۴٬۴۷۳ نفر جمعیت دارد.